# Anouk Loubie
Anouk Loubie (13 de mayo de 1969) es una deportista francesa que compitió en piragüismo en la modalidad de eslalon. Ganó dos medallas en el Campeonato Mundial de Piragüismo en Eslalon, oro en 1991 y plata en 1997, ambas en la prueba de K1 por equipos.

## Palmarés internacional
| Campeonato Mundial | Campeonato Mundial   | Campeonato Mundial | Campeonato Mundial |
| Año                | Lugar                | Medalla            | Competición        |
| ------------------ | -------------------- | ------------------ | ------------------ |
| 1991               | Tacen (Yugoslavia)   | Medalla de oro     | K1 por equipos     |
| 1997               | Três Coroas (Brasil) | Medalla de plata   | K1 por equipos     |